# Dampiera haematotricha
Dampiera haematotricha är en tvåhjärtbladig växtart. Dampiera haematotricha ingår i släktet Dampiera, och familjen Goodeniaceae.

## Underarter
Arten delas in i följande underarter:
- D. h. dura
- D. h. haematotricha